# Pedro Munitis
Pedro Munitis Álvarez (Santander, 1975. június 19. –) spanyol válogatott labdarúgó, edző.
A spanyol válogatott tagjaként részt vett a 2000-es Európa-bajnokságon.

## Sikerei, díjai
Real Madrid
- Bajnokok ligája (1): 2001–02
- UEFA-szuperkupa (2): 2002
- Spanyol bajnok (1): 2001–02